# Princípio da anterioridade da lei penal
O 'Princípio da Anterioridade da Lei Penal' só se aplica aos fatos praticados após sua vigência. Diz-se de
tal princípio que ele implica também na irretroatividade da lei penal, já que
ela não alcançará os fatos praticados antes de sua vigência, ainda que venham a
ser futuramente tidos como crime.
Do Princípio da Anterioridade surgem o Princípio da Irretroatividade Penal e o Princípio da Retroatividade Benéfica Penal.
l."